# Helge Buttkereit
Helge Buttkereit (* 1976 in Hamburg) ist ein deutscher Journalist und Autor.
Nach seinem Abitur 1996 in Kaltenkirchen absolvierte Buttkereit ein Studium der Geschichte, Politikwissenschaft und Journalistik an der Universität Leipzig, das er 2003 als Magister artium mit einer Studie Zensur und Öffentlichkeit in Leipzig 1806-1813 abschloss. Einer freien Mitarbeit als Autor bei der Leipziger Volkszeitung und der Tageszeitung junge Welt 2001–2004 schloss er von 2004 bis 2006 ein Volontariat bei der Celleschen Zeitung an. Seiher ist er als freier Journalist für verschiedene Medien tätig und zudem seit Ende 2017 als Pressereferent des Kirchenkreises Rendsburg-Eckernförde.

## Publikationen
- Zensur und Öffentlichkeit in Leipzig 1806 bis 1813. Lit Verlag, Berlin – Münster 2009. ISBN 978-3-643-10168-6 (Zugl.: Leipzig, Univ., Magisterarbeit, 2003).
- Utopische Realpolitik. Die Neue Linke in Lateinamerika. Pahl-Rugenstein. Bonn 2010. ISBN 978-3-89144-424-5.
- „Wir haben keine Angst mehr“. Interviews, Reportagen und Analysen zum bolivarischen Venezuela.  Pahl-Rugenstein. Bonn 2011, ISBN 978-3-89144-448-1.
- Verdrängen, Vergessen, Erinnern. Ein Wegweiser zu Gedenkorten an die Opfer der NS-Zeit im Kreis Segeberg. Segeberger Edition. Kaltenkirchen 2017. ISBN 978-3-944570-62-4.